# David Strang
David Strang (Reino Unido, 13 de diciembre de 1968) es un atleta británico retirado especializado en la prueba de 1500 m, en la que consiguió ser subcampeón mundial en pista cubierta en 1993.

## Carrera deportiva
En el Campeonato Mundial de Atletismo en Pista Cubierta de 1993 ganó la medalla de plata en los 1500 metros, con un tiempo de 3:45.30 segundos, tras el irlandés Marcus O'Sullivan y por delante del croata Branko Zorko (bronce).